# 姫路警察署

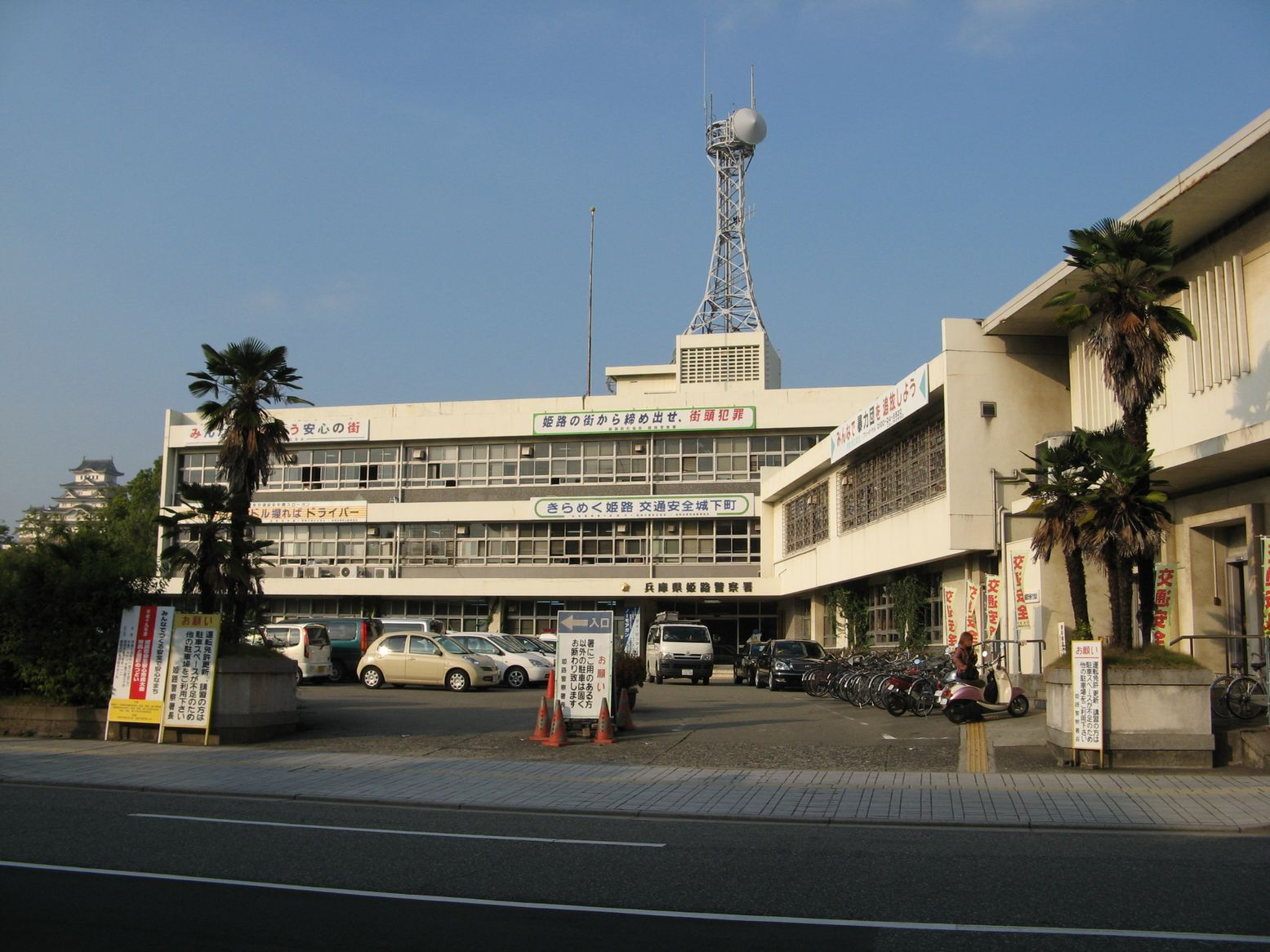
旧庁舎（2007年10月撮影）

姫路警察署（ひめじけいさつしょ）は、兵庫県警察の警察署の一つ。署員数約430名、県下最大の警察署であり、署長の階級は警視正。管轄地域は、飾磨署と網干署が管轄している浜手地区を除く姫路駅周辺を含む大部分の地域であり、管轄人口も約26万である。姫路市中心部という県内第二の繁華街を抱え、その上、平成の大合併で姫路市に吸収された北部の町も管轄になり面積も広大な警察署である。平成27年3月2日に市内主要3署の姫路警察署・網干警察署・飾磨警察署の再編が行われ、人員の移動と管轄区域の変更が行われた。

## 所在地
- 兵庫県姫路市市之郷926番地5

2006年に、庁舎の老朽化・狭隘化が進んでいる事、建築物に12mの高さ制限がある特別史跡姫路城周辺整備区域内にあり、また移転予定地は裁判所や検察庁にも近く行政機能を集約できることから、庁舎の新築・移転を決定。2009年8月29日に、姫路市本町68番地から現所在地へ移転した。

## 管轄区域
姫路市（飾磨警察署及び網干警察署の管轄区域を除く区域）。
2015年3月2日から、一部管轄区域を飾磨警察署に移管した。

## 交番
- 姫路駅前交番 - 姫路市西駅前町
- 大手前交番 - 姫路市本町68（レディースサポート交番）[4][5][6]
- 姫路駅南交番 - 姫路市北条252-17
- 城南交番 - 姫路市十二所前町28（暴力団事務所・4代目山口組本家跡地）
- 神田交番 - 姫路市神田町三丁目1-2
- 岡町交番 - 姫路市岡町60-4
- 飾西交番 - 姫路市飾西341
- 書写交番 - 姫路市書写台一丁目62-2
- 田寺交番 - 姫路市田寺一丁目6-38
- 八代交番 - 姫路市八代宮前町1021-1
- 野里交番 - 姫路市広峰2丁目398-97
- 野里駅前交番 - 姫路市増位新町一丁目4
- 仁豊野交番 - 姫路市仁豊野310
- 京口交番 - 姫路市国府寺町79-2
- 天神前交番 - 姫路市大善町6-4
- 花田交番 - 姫路市花田町加納原田285-2
- 林田交番 - 姫路市林田町林谷566-4
- 豊国交番 - 姫路市飾東町豊国592-2
- 豊冨交番 - 姫路市豊富町豊富2655-6
- 香寺交番 - 姫路市香寺町岩部487-5

廃止された交番
- 御幸通交番 - 姫路市本町68-9

## 駐在所
- 西脇駐在所 - 姫路市西脇521-7
- 伊勢駐在所 - 姫路市林田町上伊勢942-1
- 置本駐在所 - 姫路市夢前町置本439-4
- 杉之内駐在所 - 姫路市夢前町杉之内378-2
- 前之庄駐在所 - 姫路市夢前町前之庄1263-1
- 山之内駐在所 - 姫路市夢前町山之内1-5
- 莇野駐在所 - 姫路市夢前町莇野326-3
- 塚本駐在所 - 姫路市夢前町塚本1519-1
- 菅生駐在所 - 姫路市夢前町寺8-2
- 八重畑駐在所 - 姫路市飾東町八重畑198-6
- 御陰駐在所 - 姫路市豊富町御蔭183-2
- 山田駐在所 - 姫路市山田町西山田627-1
- 船津駐在所 - 姫路市船津町安戸1354
- 末広駐在所 - 姫路市安富町末広578-4
- 安志駐在所 - 姫路市安富町安志920-1
- 狭戸駐在所 - 姫路市安富町狭戸227-2

## アクセス
- JR東姫路駅下車、西へ450m
- 神姫バス 「宮西町」バス停下車南へ約200m

## 主な事件
- 2005年1月に発生した、姫路2女性殺害事件において失跡した女性の家族が姫路警察署に相談したにもかかわらず担当の刑事が対応せず捜索願を受理しなかった。結局、別の警察署に勤務する定年前の警察官に知人を頼り事件の捜査を依頼、その警察官によって事件が解決へと向かった。この事件の際に姫路警察署の担当刑事は被害女性が風俗で働いていたなどとマスコミのインタビューに答え、一部マスコミがこれを発表した。同年12月に姫路警察署は女性の家族に謝罪している。

## その他
- まねき食品が運営する署員食堂「厨房 アントレ」があり、誰でも利用ができるようになっている。えきそばは終日300円で提供されている。